# Erik Cordfunke
Erich Heinz Pieter (Erik) Cordfunke (Schiedam, 1934) is een Nederlandse scheikundig ingenieur, emeritus hoogleraar en amateurarcheoloog.

## Biografie
In 1952 deed hij eindexamen HBS. Hij studeerde vervolgens aan de Technische Hogeschool Delft, waar hij in 1954 zijn propedeuse-examen scheikundig ingenieur behaalde en in 1959 zijn ingenieursdiploma verkreeg. Op 28 maart 1962 promoveerde hij bij professor G. Meyer in Delft tot doctor in de technische wetenschap op het proefschrift Het systeem iridium-zuurstof.
Cordfunke werkte bij het Reactor Centrum Nederland in Petten. Van 1975 tot 1997 was hij bijzonder hoogleraar Thermochemie van de vaste stof aan de Universiteit van Amsterdam, een leerstoel ingesteld door zijn werkgever. De titel van zijn oratie luidde: "Thermochemie, langs oude paden en nieuwe wegen". Van 1997 tot 1999 was hij gewoon hoogleraar Toegepaste chemische thermodynamica aan de Universiteit van Amsterdam.
Hobbymatig deed Cordfunke historisch en archeologisch onderzoek. Hij was voorzitter van de Archeologische Werkgemeenschap voor Nederland (AWN). In 1971 nam hij deel aan het stadskernonderzoek in Alkmaar. Het oudheidkundig onderzoek in Alkmaar in 1974 stond onder zijn leiding. Hij publiceerde veel over middeleeuwse geschiedenis. Zo schreef hij, samen met historicus Dick de Boer, het boek Graven van Holland: portretten in woord en beeld (880-1580). Zijn biografie van Zita (1892-1989), echtgenote van de laatste keizer van Oostenrijk, werd vertaald in het Duits en Frans. 
In 1983 kreeg hij de Zilveren Anjer opgespeld voor zijn historische publicaties en zijn rol in de archeologische werkgemeenschap voor Nederland. In 1992 werd hij benoemd tot officier in de Orde van Oranje-Nassau.
In 2001 sprak hij in het VPRO-radioprogramma OVT over het vijftig jarig bestaan van de AWN.

## Publicaties (selectie)
- Alkmaar in Prehistorie en Middeleeuwen. Tien jaar stadskernonderzoek, Zutphen, 1978.
- Zita, keizerin van Oostenrijk, koningin van Hongarije, De Bataafsche Leeuw, 1986.
- Gravinnen van Holland: huwelijk en huwelijkspolitiek van de graven uit het Hollandse Huis, Walburg Pers, 1987.
- (met Dick de Boer), Graven van Holland: portretten in woord en beeld (880-1580), Zutphen 1995.
- Een Hollands-Schots avontuur, 1291-1292. De claim van Floris V op de Schotse troon, Uitgeverij Matrijs, 2005.
- Floris V. Een politieke moord in 1296, Walburg Pers, 2011.[12]

- Gemeinsame Normdatei: 111006252
- International Standard Name Identifier: 0000 0001 2029 1499
- Nationale Bibliotheek van Israël: 987007297234505171
- Système universitaire de documentation: 183338723
- Virtual International Authority File: 242465900